# فرانشيسكو تافانو
فرانشيسكو تافانو (بالإيطالية: Francesco Tavano)‏ (مواليد 2 مارس 1979 في كازيرتا - إيطاليا) لاعب كرة قدم إيطالي يلعب حاليا لصالح نادي الدرجة الأولى ليفورنو الإيطالي منذ 2007 في مركز المهاجم كما يجيد اللعب في مركز الجناح الأيسر .

## روابط خارجية
- فرانشيسكو تافانو على موقع قاعدة بيانات كرة القدم.إي يو (الإنجليزية)
- فرانشيسكو تافانو على موقع Soccerway.com (الإنجليزية)
- فرانشيسكو تافانو على موقع عالم كرة القدم.نت (الإنجليزية)
- فرانشيسكو تافانو على موقع كووورة
- فرانشيسكو تافانو على موقع AS.com (الإسبانية)